# NGC 6488
NGC 6488 ist eine 14,3 mag helle kompakte Galaxie vom Hubble-Typ C im Sternbild Drache am Nordsternhimmel. Sie ist schätzungsweise 396 Millionen Lichtjahre von der Milchstraße entfernt und hat einen Durchmesser von etwa 80.000 Lichtjahren.
Im selben Himmelsareal befinden sich u. a. die Galaxien NGC 6491, NGC 6493, IC 4669.
Das Objekt wurde am 1. September 1886 von Lewis A. Swift entdeckt.